# Totara Valley
Totara Valley   est une petite localité rurale du district de Timaru  située dans la région de Canterbury dans l’ Île du Sud de la Nouvelle-Zélande.

## Situation
Elle est localisée au nord-ouest de la ville de Pleasant Point et à l’est de la ville d’Albury. 
Le fleuve Opihi s’écoule à travers le secteur.

## Démographie
Totara Valley est une  partie de la zone  statistique de Levels Valley (en).